# 37.º governo da Monarquia Constitucional
O 37.º governo da Monarquia Constitucional, 3.º governo do Rotativismo, e o 16.º desde a Regeneração, nomeado a 1 de junho de 1879 e exonerado a 25 de março de 1881, foi presidido por Anselmo José Braamcamp. 
São realizadas eleições em 19 de outubro de 1879.
A sua constituição era a seguinte:
| Cargo                                                                                 | Detentor | Detentor                                      | Período                                      |
| ------------------------------------------------------------------------------------- | -------- | --------------------------------------------- | -------------------------------------------- |
| Presidente do Conselho de Ministros                                                   |          | Anselmo José Braamcamp (1817–1885)            | 1 de junho de 1879 a 25 de março de 1881     |
| Ministro e Secretário de Estado dos Negócios do Reino                                 |          | José Luciano de Castro (1834–1914)            | 1 de junho de 1879 a 25 de março de 1881     |
| Ministro e Secretário de Estado dos Negócios Eclesiásticos e de Justiça               |          | Adriano Machado (1829–1891)                   | 1 de junho de 1879 a 25 de março de 1881     |
| Ministro e Secretário de Estado dos Negócios da Fazenda                               |          | Henrique de Barros Gomes (1843–1898)          | 1 de junho de 1879 a 25 de março de 1881     |
| Ministro e Secretário de Estado dos Negócios da Guerra                                |          | João Crisóstomo (1811–1895)                   | 1 de junho de 1879 a 29 de novembro de 1880  |
| Ministro e Secretário de Estado dos Negócios da Guerra                                |          | José Joaquim de Castro (1824–1895)            | 29 de novembro de 1880 a 25 de março de 1881 |
| Ministro e Secretário de Estado dos Negócios da Marinha e Ultramar                    |          | Marquês de Sabugosa (1825–1897)               | 1 de junho de 1879 a 17 de junho de 1880     |
| Ministro e Secretário de Estado dos Negócios da Marinha e Ultramar                    |          | Anselmo José Braamcamp (interino) (1817–1885) | 17 de junho de 1880 a 3 de julho de 1880     |
| Ministro e Secretário de Estado dos Negócios da Marinha e Ultramar                    |          | Visconde de São Januário (1829–1901)          | 3 de julho de 1880 a 25 de março de 1881     |
| Ministro e Secretário de Estado dos Negócios Estrangeiros                             |          | Anselmo José Braamcamp (1817–1885)            | 1 de junho de 1879 a 25 de março de 1881     |
| Ministro e Secretário de Estado dos Negócios das Obras Públicas, Comércio e Indústria |          | Augusto Saraiva de Carvalho (1839–1882)       | 1 de junho de 1879 a 25 de março de 1881     |